# Saint-Nazaire-des-Gardies
Saint-Nazaire-des-Gardies là một xã trong vùng Occitanie. Xã Saint-Nazaire-des-Gardies nằm ở khu vực có độ cao trung bình 107 mét trên mực nước biển.